# Valencia CF
Valencia CF je španělský fotbalový klub hrající nejvyšší soutěž – La Ligu. Od roku 2002 je členem organizace fotbalových klubů G-14.

## Historie

### Znak Valencie CF
Původní znak Valencie C.F. byl sestaven z kruhu a kosočtverce s pruhy a barvy z vlajky valencie s korunou, nad níž byl netopýr lemován klubovými monogramy. Písmena byla napsaná zlatou barvou na černém pozadí. Velmi brzy byl znak upraven a Valencia CF měla ten, který zná celý fotbalový svět: netopýr nad valencian vlajkou se jménem klubu psaného na modrém pruhu s míčem uprostřed.

### Historie klubu
Klub byly založen 18. března 1919, kdy v baru Turín vznikl nápad na založení fotbalového klubu Valencia Club de Fútbol S.A.D. První prezident Octavio Augusto Milezo Díaz byl zvolený s přispěním štěstí: hod mincí pomohl rozhodnout mezi ním a Gonzalem Medinou Pernásem. Klub ale potřeboval stadión, 16. ledna 1923 byl zakoupen stadion Mestalla. Vlastníkem pozemku byl Baron z Belleveru. Klub neměl dost peněz a tak si stadión pořídil na splátky. A dluh splácel dobrými výsledky. Mestalla byla tenkrát dřevěná, na hřišti byla jen hlína. 20. května se na ní odehrál první zápas. Proti Valencii stanul městský rival Levante. Stadión byl pokřtěný výhrou 1:0. Gól dal Arturo Montes. Výtěžek ze střetnutí, které sledovalo 17 000 diváků byl věnován na charitu. V sezoně 1926–27 už byla na hřišti tráva a byla vybudována nová hlavní tribuna.
Historicky první sestava týmu s přezdívkou CHE anebo CHESter byla složená převážně hráčů z Valencie: Marco, Peris, Julio Gasco, Marzal, Llobert, Ferré, Fernandés, Umbert, Martinéz Ibarra, Aliaga, Arturo Montes a Gomes Chuaneca. Valencia produkovala hru s dobrou obranou a rychlým přechodem do útoku, což jí zůstalo dodnes. Rychle po svém vzniku se klub dostal do centra pozornosti médií a když v sezoně 1931–32 poprvé oblékli hráči dres s nášivkou LFP na rukávě, hned skončili na sedmém místě tabulky. Nejúspěšnější období zažila Valencia v letech 1941–47, kdy se stala třikrát mistrem Španělska a jednou vítězem poháru Copa del Rey. Postupně se stala třetím nejúspěšnějším týmem země, když vykoukla zpoza nadvlády tehdy Atlétika Madrid, Realu Madrid a Barcelony. Dalším úspěšným obdobím byli roky 1961 a 1962, kdy Che vyhráli dvakrát po sobě Pohár UEFA.

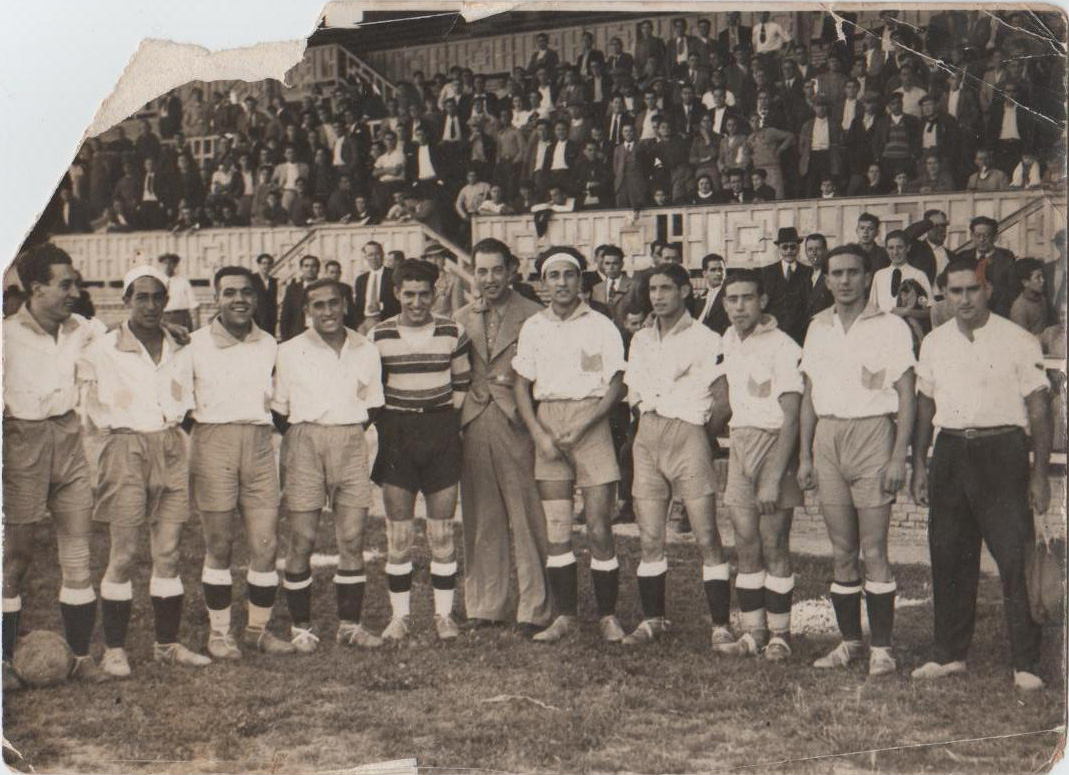

Další slavné období přišlo na Valencii od sezony 1976-77, když se stal trenérem Paraguayec Heriberto Herrera. Přivedl několik novým hráčů a zejména vlasatého Argentince Mario Alberta Kempese. Forward se stal králem střelců v sezoně 1976-77 (24 gólů). Na Mestalle v těch časech znamenalo jméno Kempés to samé co slovo gól. V té doby působil ve Valencii i další skvělý hráč Ricardo Arias a vydržel v ní dlouhých 16 sezon.
Francisco Real, který byl v té době členem technického sekretariátu klubu vyměnil Hiddinka s tím, že už nemůže tým vést, když ten utrpěl pět proher za sebou. Vyměnil ho bývalý uruguayská útočník Héctor Núnez, který v šedesátých letech působil ve Valencii. Začali být problémy s financemi a to vyvrcholilo až odchodem presidenta klubu Tuzóna. Ten byl na krátkou dobu vystřídaný Melchorem Hoyosem. V této době byla též Lubovi Penevovi, hvězdě klubu, nalezená rakovina ze které se později vyléčil. Tehdy do Valencie přestoupil mladý Gaizka Mendieta. Už v prvních zápasech se ukázal v dobrém světle a stal se nejlepším hráčem Che v historii. Při dalších volbách byl pak do čela klubu zvolen Francisco Roig. Hned po svém příchodu opět zaměstnal jako trenéra Guuse Hiddinka. Valencia se zklidnila a přišly i výsledky. Dalším úlovkem byl tehdy reprezentační gólman Andoni Zubizarreta. V roce 1995 Valencia vyhrála Copa del Rey, i když kuriozitou bylo, že ve finále nevedl tým žádný trenér.
Nejlepším obdobím tohoto desetiletí byly sezony 1999/00 a 2000/01, když se Blanquinegros probojovali dvakrát do finále LM, ale ani jednou neuspěli. Poprvé prohráli 0-3 s Realem Madrid, napodruhé na penalty s Bayernem Mnichov 1-1 (4-5). Veleúspěšný byl rok 2004, když tým vedený Rafou Benítezem vyhrál ligu i Pohár UEFA. Po jeho odchodu výkonnost celku opadla a Valencia čeká na trenéra, který by ji opět vytáhl do nejužší evropské špičky a získal trofeje.
Valencii trápila finanční krize. Proto v létě 2010 prodala tři největší hvězdy. Kanonýr David Villa zamířil do FC Barcelona, a do stejného klubu směřoval i David Silva, ale toho nakonec zlákali boháči z Manchesteru City. Další fotbalista Carlos Marchena přestoupil do ambiciózního Villarrealu. Za tyto hráče přišli jiní a za méně peněz, např. Aritz Aduriz z RCD Mallorca, Roberto Soldado z Getafe, Tino Costa z francouzského Montpellieru nebo Mehmet Topal z tureckého Galatasaraye.[zdroj?]

## Získané trofeje

### Vyhrané domácí soutěže
- Primera División ( 6× )

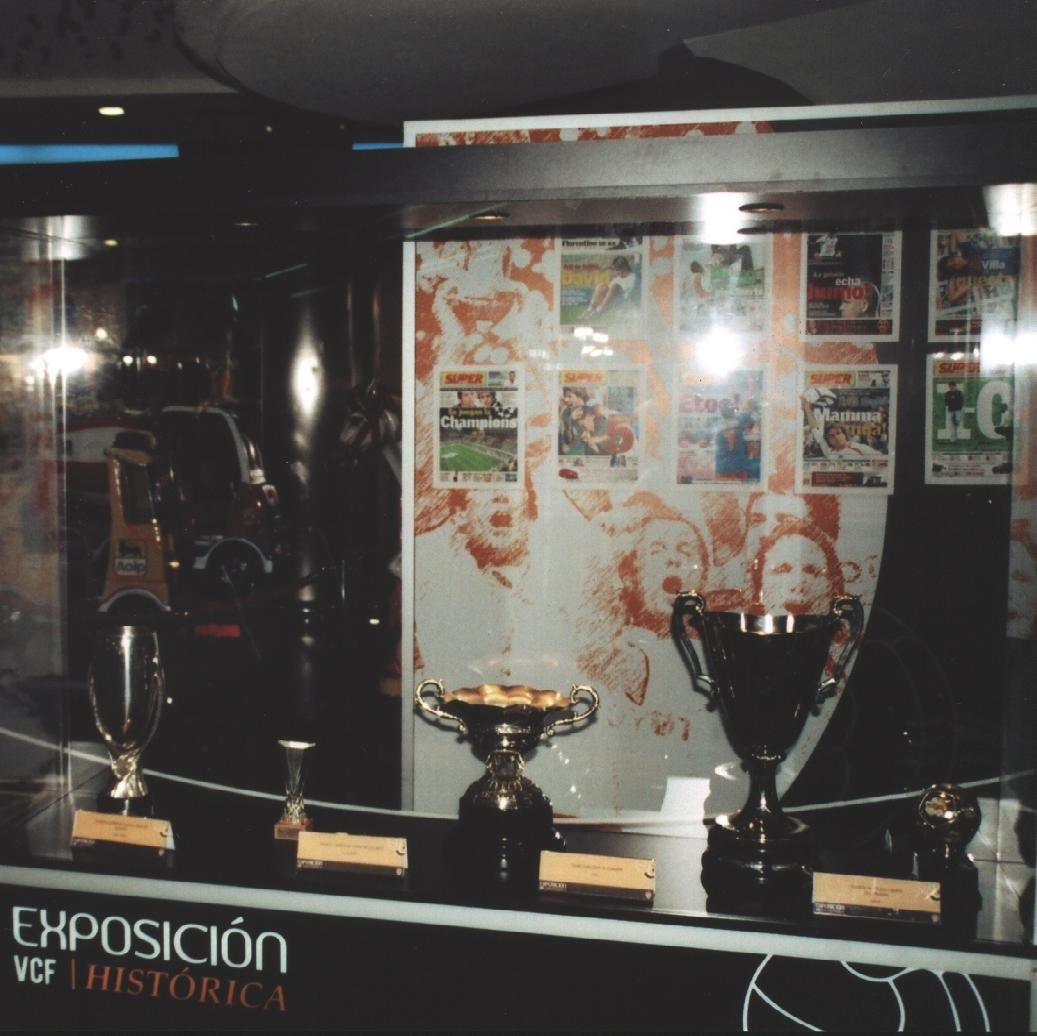
Trofeje ze síně slávy Valencie

  - 1941/42, 1943/44, 1946/47, 1970/71, 2001/02, 2003/04
- Copa del Rey ( 8× )
  - 1940/41, 1948/49, 1953/54, 1966/67, 1978/79, 1998/99, 2007/08, 2018/19
- Supercopa de España ( 1× )
  - 1999

### Vyhrané mezinárodní soutěže

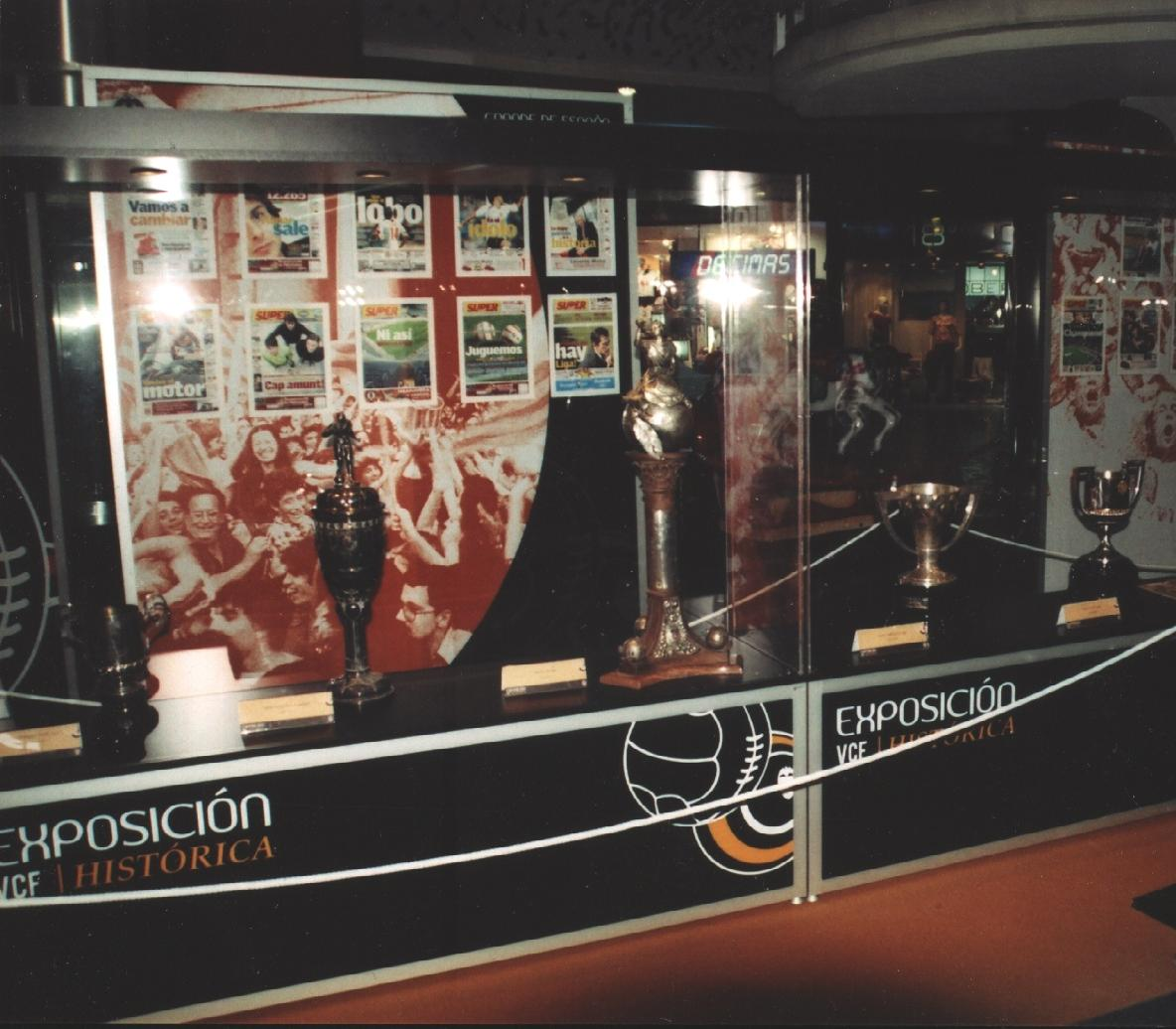
Trofeje ze síně slávy Valencie

- Pohár / Evropská liga UEFA ( 1× )
  - 2003/04
- Veletržní pohár ( 2× )
  - 1961/62, 1962/63
- Superpohár UEFA ( 2× )
  - 1981, 2004
- Pohár vítězů pohárů ( 1× )
  - 1979/80
- Pohár Intertoto ( 1× )
  - 1998

## Estadio Mestalla

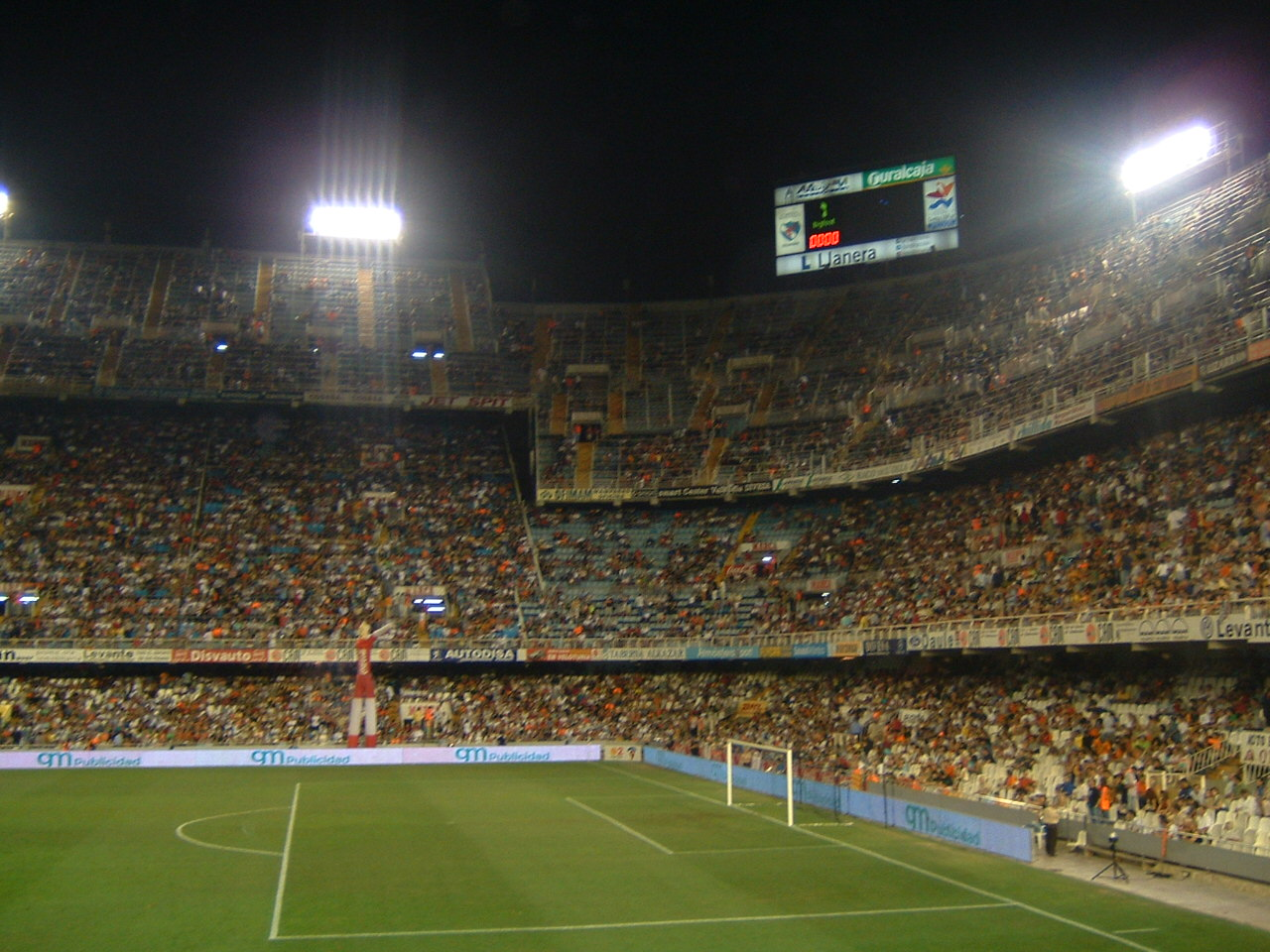
Estadio Mestalla

- Název: Mestalla, Camp de Valencia Stadio Mestalla
- Otevřen: 20. května 1923
- Ředitelství: Avda de Suecia,Valencia

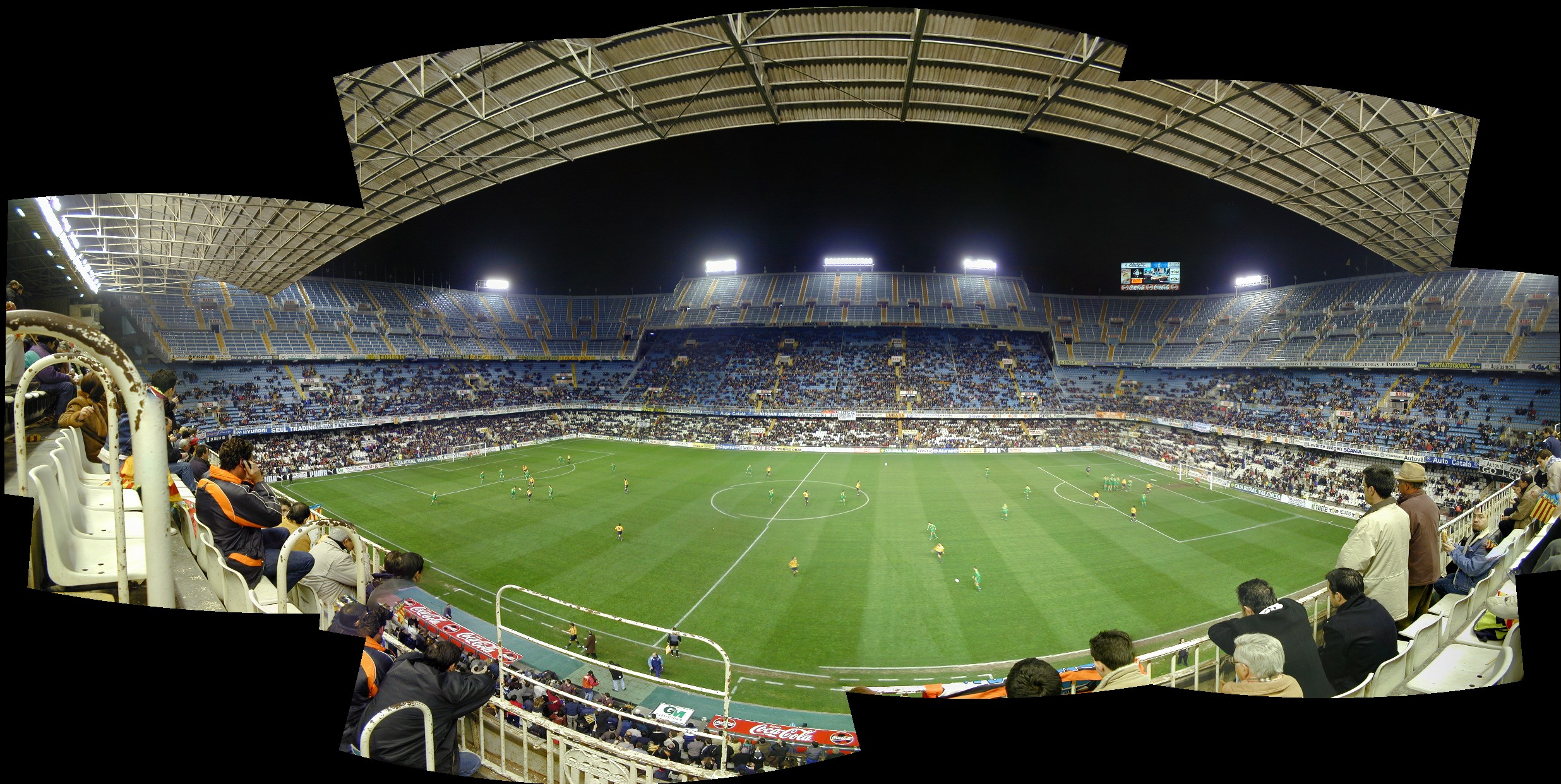
Panoramatický pohled

- Kapacita: 55 000 míst
- Rozměry hřiště: 105 x 70 metrů

## Soupiska
Aktuální k 16. květnu 2020
| Číslo |             | Pozice | Hráč                                  |
| ----- | ----------- | ------ | ------------------------------------- |
| 1     | Španělsko   | B      | Jaume Doménech                        |
| 2     | Portugalsko | O      | Thierry Correia                       |
| 3     | Španělsko   | O      | Jaume Costa (hostování z Villarrealu) |
| 4     | Francie     | O      | Eliaquim Mangala                      |
| 5     | Brazílie    | O      | Gabriel Paulista                      |
| 6     | Francie     | Z      | Geoffrey Kondogbia                    |
| 7     | Portugalsko | Z      | Gonçalo Guedes                        |
| 8     | Španělsko   | Z      | Carlos Soler                          |
| 9     | Francie     | Ú      | Kévin Gameiro                         |
| 10    | Španělsko   | Z      | Dani Parejo (kapitán)                 |
| 11    | Rusko       | Z      | Děnis Čeryšev                         |
| 12    | Francie     | O      | Mouctar Diakhaby                      |
| 13    | Nizozemsko  | B      | Jasper Cillessen                      |

| Číslo |             | Pozice | Hráč                                        |
| ----- | ----------- | ------ | ------------------------------------------- |
| 14    | Španělsko   | O      | José Gayá (zástupce kapitána)               |
| 15    | Španělsko   | Ú      | Manu Vallejo                                |
| 16    | Jižní Korea | Z      | I Kang-in                                   |
| 17    | Francie     | Z      | Francis Coquelin                            |
| 18    | Dánsko      | Z      | Daniel Wass                                 |
| 19    | Španělsko   | Ú      | Rodrigo Moreno Machado (zástupce kapitána)  |
| 20    | Španělsko   | Z      | Ferran Torres                               |
| 21    | Itálie      | O      | Cristiano Piccini                           |
| 22    | Uruguay     | Ú      | Maxi Gómez                                  |
| 23    | Španělsko   | Ú      | Rubén Sobrino                               |
| 24    | Argentina   | O      | Ezequiel Garay                              |
| 25    | Itálie      | O      | Alessandro Florenzi (na hostování z AS Řím) |

## Významní hráči
- Edmundo Suárez (1939–1950)
- Waldo Machado (1961–1970)
- Mario Kempes (1976–1981, 1982–1984)
- Fernando Gómez Colomer (1983–1998)
- Gaizka Mendieta (1993–2001)
- David Villa (2005–2010)